# Saint-Maur-sur-le-Loir
Saint-Maur-sur-le-Loir är en kommun i departementet Eure-et-Loir i regionen Centre-Val de Loire strax norr om centrala Frankrike. Kommunen ligger i kantonen Bonneval som tillhör arrondissementet Châteaudun. År 2022 hade Saint-Maur-sur-le-Loir 405 invånare.

## Befolkningsutveckling
Antalet invånare i kommunen Saint-Maur-sur-le-Loir
Referens:INSEE